# Adnan Jairallah
Adnan Jairallah (en árabe عدنان خير الله طلفاح tr., n. en Irak en ? – m. cerca de Mosul el 4 de mayo de 1989) fue un militar iraquí. Fue el cuñado de Saddam Hussein (hermano de Sayida Talfah e hijo de Jairallah Talfah) y primo. Fue miembro del Consejo de Comando Revolucionario Iraquí y Ministro de Defensa de su país desde 1979 hasta su muerte, cargo al que había sido propuesto días después que Hussein accediera al poder. Se dijo inicialmente que murió en un accidente de helicóptero cerca de Mosul en 1989 durante una tormenta de arena. Sin embargo se especuló que su muerte fue causada por la detonación de 4 cargas explosivas en el helicóptero en el cual viajaba; se acusó de orquestar su asesinato a Hussein Al Kamel, pero las ciurcunstancias sobre su muerte, incluyendo sus disputas con Hussein y los rumores de un potencial golpe de Estado, hacen pensar que fue asesinado por órdenes de éste.
Como algo relativo de Saddam, es una figura popular y una plaza nombrada en su honor existe hasta hoy día en el área de al-Karkh en Bagdad, la capital iraquí, una estatua suya, junto con estatuas de otros miembros del gobierno anterior, la cual fue retirada a raíz de la caída de Bagdad tras la invasión de Irak por Estados Unidos en 2003. Revaluaciones de sus acciones causaron la remoción de la estatua en 2009.